# Julio Furch
Julio César Furch (Winifreda, 29 luglio 1989) è un calciatore argentino, attaccante del Santos.

## Palmarès

### Club

#### Competizioni nazionali
- Campionato messicano: 1

Atlas: Clausura 2022
- Supercoppa del Messico: 1

Atlas: 2022
- Campeonato Brasileiro Série B: 1

Santos: 2024